# Suzan Samanci
Suzan Samancı, född 1962 i Diyarbakir (syriska: Amed) Turkiet, är en kurdisk författare. 
Hon bor kvar i Diyarbakir, politiskt centrum för kurderna i Turkiet, där hon bland annat skriver dikter och barnböcker på olika språk.
Hon skriver om naturen, fester och minnen fyllda av kärlek men också om daglig terror och ständig ångest. 
”I detta blodiga land kan jag inte förtränga min dödsångest. Det är tungt att vara här i dessa dagar och att inte veta någon utväg att bevara traditionen och vår berättelse om våra levnadsvillkor.”
Hon har skrivit en novel som översatts till tyska av Sabine Adetepe. 
Suzan Samanci. Schnee auf schroffen Bergen. Edition arArat. ISBN 3-89771-850-2

## Fotnoter
1. ↑  http://www.unrast.com/unrast,2,124,2.html Arkiverad 20 november 2008 hämtat från the Wayback Machine.